# Bror Marklund

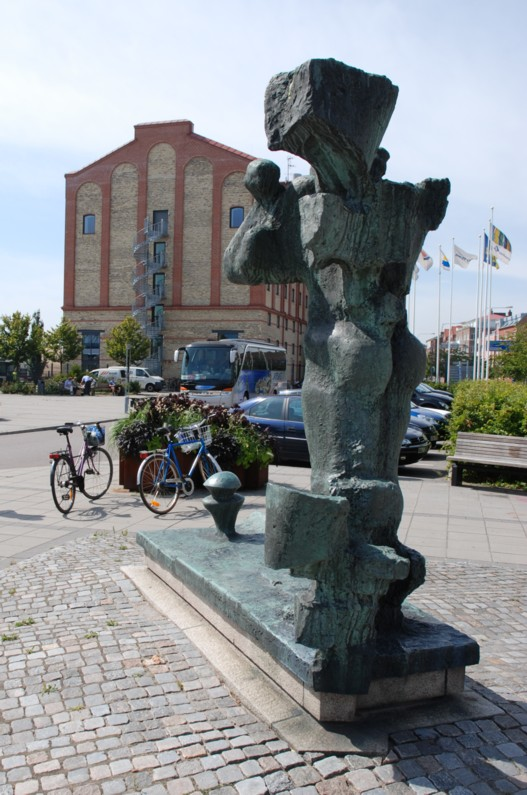
Gestalt i storm i Trelleborg.

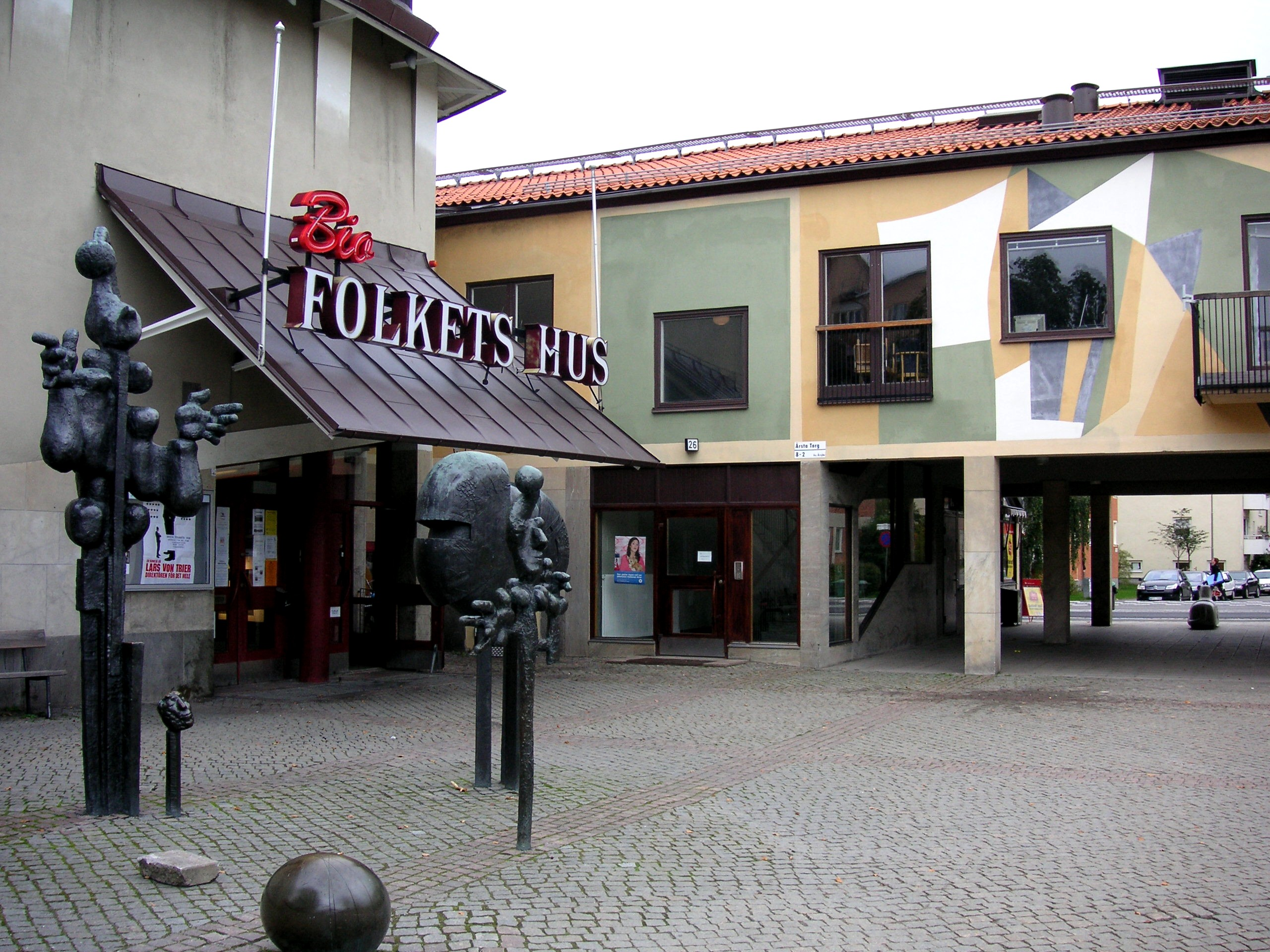
Gycklarna i Årsta centrum i Stockholm.

Bror Hjalmar Marklund, född 3 december 1907 i Husum, Grundsunda församling i Västernorrlands län, död 18 juli 1977 i Katarina församling i Stockholm, var en svensk skulptör. 

## Biografi
Bror Marklund blev tidigt föräldralös, och fick utbildning till snickare i Umeå. År 1926 blev han ornamentbildhuggare i Stockholm, och 1928 elev till Carl Milles och Nils Sjögren vid Konstakademien, där han påverkades av Aristide Maillol och Despiaus. Mellan 1934 och 1936 reste han i Italien och Frankrike som stipendiat. I Paris tecknade han vid Maison Watteau och Académie Colarossi. Modernismen hade nått avsevärt längre i Frankrike och Bror Marklund tog särskilt intryck av Ossip Zadkine och Henri Laurens. Andra som lämnade spår i hans konst var Pablo Picasso och Henry Moore. Hans konst har beskrivits som eroticistisk primitivism, rå hednisk stil blandad med medeltida drag, och med brutalitet, uråldrighet och det monumentala som genomgående tema. Själv sade han: "Att göra en vacker grunka, det blev aldrig av".
Bror Marklunds första ateljé var vid Tungelsta, den andra var kyrksalen ovanför Ungkarlshotellet Glasbruket på Söder i Stockholm som på 1700-talet varit ett hem för fallna kvinnor. Under en period hyrde han kapellet på Överjärva gård gård som ateljé. Han hade även en ateljé i Funäsdalen i Härjedalen, där han trivdes bäst.
Historiska museet utlyste i juli 1938 en tävling om bronsportar till dess byggnad. Bror Marklund vann tävlingen mot över 42 konkurrenter, och därmed blev han en av sin samtids mest berömda konstnärer. Portarna har mottot "Fädernas arv", och är inspirerade av Jan Fridegårds roman Trägudars land (1940), Picassos Guernica, indisk konst och Fröstatyetten från 1000-talet. Några av portarnas huvudmotiv är en havande kvinna, Oden, och Ansgar.
År 1959 efterträdde Bror Marklund Bror Hjorth som professor i teckning vid Konsthögskolan, och blev ledamot av Konstakademien 1953. 

### Familj
Bror Marklund var son till bagaren Hjalmar Marklund och Beda Larsson.
Han var gift två gånger, första gången 1935–1945 med Margit Eleonora Forsberg, och andra gången från 1946 med skådespelerskan Gun Robertson. Även en av hans bröder, Oskar William Marklund, blev skulptör.

## Utmärkelser
Marklund erhöll flera priser under sin livstid, bland andra Kungens medalj och Sergelpriset.
Hans sommarateljé i Funäsdalen skänktes till Örnsköldsviks kommun efter hans bortgång. Den flyttades sedan, och placerades vid Örnsköldsviks museum och konsthall.
Örnsköldsviks kommun har instiftat ett stipendium till hans minne.

## Offentliga verk i urval
- Sittande gosse (1936), brons, utanför Norrköpings konstmuseum, Odenplan i Stockholm och vid torget i Västertorp, Stockholm
- Badande ungdom (1937), brons, Varbergs torg (springbrunn) 57°6′18.2″N 12°15′2.8″Ö / 57.105056°N 12.250778°Ö
- Historiens portar (1939-1952), bronsportar till Historiska Museets fasad, Stockholm, samt relief i brons ovanför (1959) och fyra fasadskulpturer i järn (1960) 59°20′4.9″N 18°5′27.2″Ö / 59.334694°N 18.090889°Ö
- Thalia (1944), brons (tidigare gips), foajén till Malmö Stadsteater[5] 55°35′47.1″N 12°59′46.8″Ö / 55.596417°N 12.996333°Ö
- Flyktingmonumentet i Sibbarp i Malmö (1950), granit 55°34′21.5″N 12°54′4″Ö / 55.572639°N 12.90111°Ö
- Kvinna (1950-1953), ekebergsmarmor, Norrköpings konstmuseum 58°34′59.1″N 16°11′26.1″Ö / 58.583083°N 16.190583°Ö
- terrassräcke i gjutjärn vid Folkets hus i Karlskoga (1953) 59°19′30.3″N 14°31′4.4″Ö / 59.325083°N 14.517889°Ö
- Mor och barn (1956), brons, innegården i Kanslihuset vid Mynttorget, Stockholm 59°19′35.8″N 18°4′3.6″Ö / 59.326611°N 18.067667°Ö
- portalomfattning i gjutjärn till Stockholms polishus (1957) 59°19′54.9″N 18°2′25.8″Ö / 59.331917°N 18.040500°Ö
- klocktorn i gjutjärn för stadshuset i Kiruna (1962-1963) 67°51′8.7″N 20°13′22″Ö / 67.852417°N 20.22278°Ö
- Gestalt i storm (1964), brons, utanför färjeterminalen i Trelleborg 55°22′22.6″N 13°9′19.9″Ö / 55.372944°N 13.155528°Ö
- Gycklarna (1966), brons, Årsta torg, Stockholm 59°17′50.9″N 18°3′8.8″Ö / 59.297472°N 18.052444°Ö
- bronsportar (1967), SE-bankens huvudkontor, Sergels Torg, Stockholm 59°19′59″N 18°3′56.8″Ö / 59.33306°N 18.065778°Ö
- Skulpturgruppen Marknadsgycklarna på Kyrktorget i Värnamo (1970) 57°10′59.9″N 14°2′53.1″Ö / 57.183306°N 14.048083°Ö
- Gestalt i storm (1972), brons, vid Sveriges ambassad i Moskva 55°42′59.4″N 37°30′55.6″Ö / 55.716500°N 37.515444°Ö
- DNA-molekyl (1977), brons, Uppsala Biomedicinska Centrum, Uppsala 59°50′31.9″N 17°38′2.6″Ö / 59.842194°N 17.634056°Ö

Bror Marklund gjorde också scenografin till August Strindbergs Mäster Olof, uppförd i Alf Sjöbergs regi på Dramatiska teatern i Stockholm 1972.
Marklund  är representerad vid bland annat Nationalmuseum och Moderna museet i Stockholm och Arkivet för dekorativ konst.

## Bildgalleri

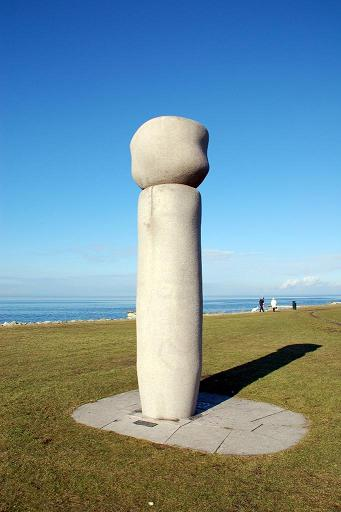
Flyktingmonumentet i Sibbarp i Malmö
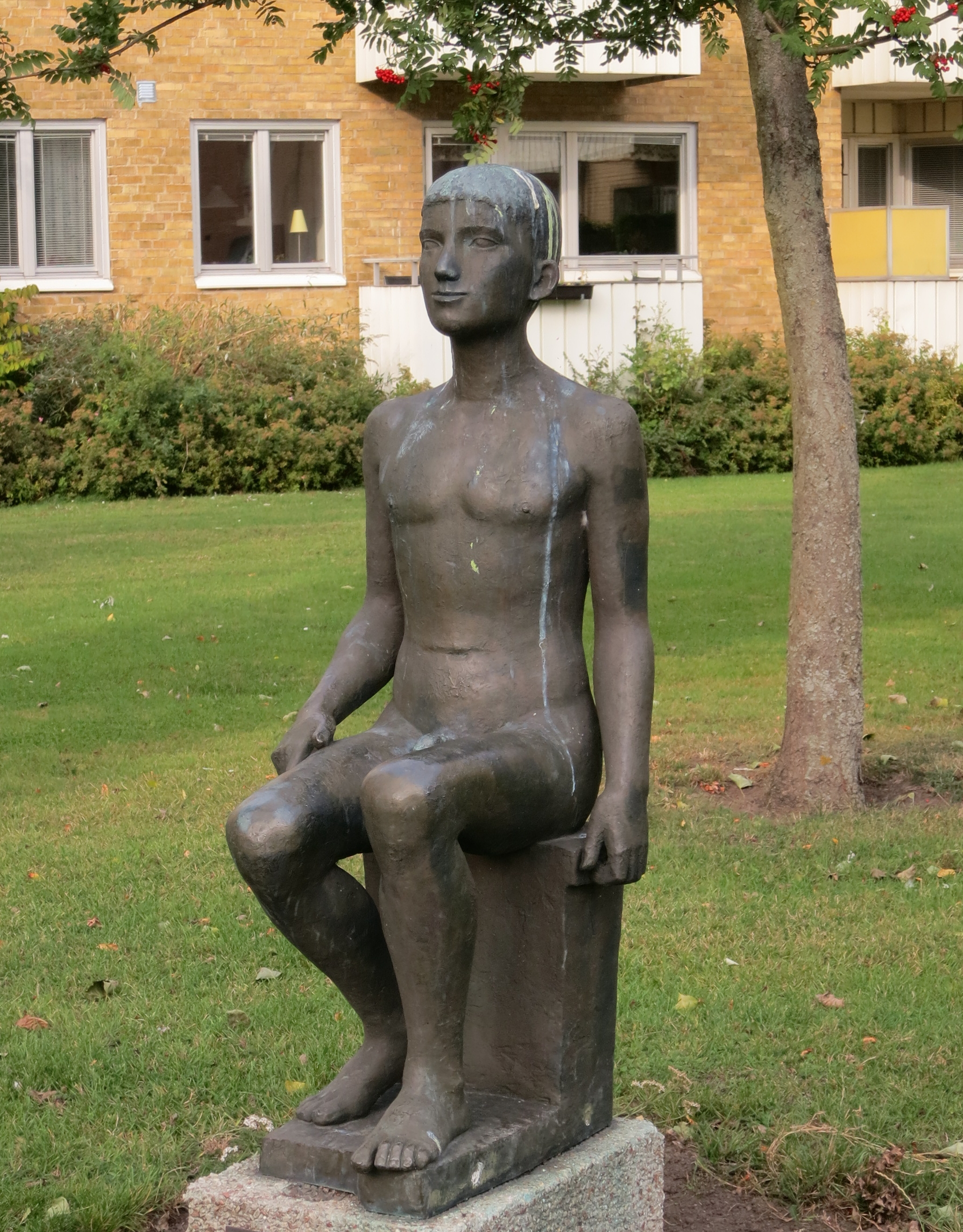
Sittande pojke vid John Ericssons väg i Malmö
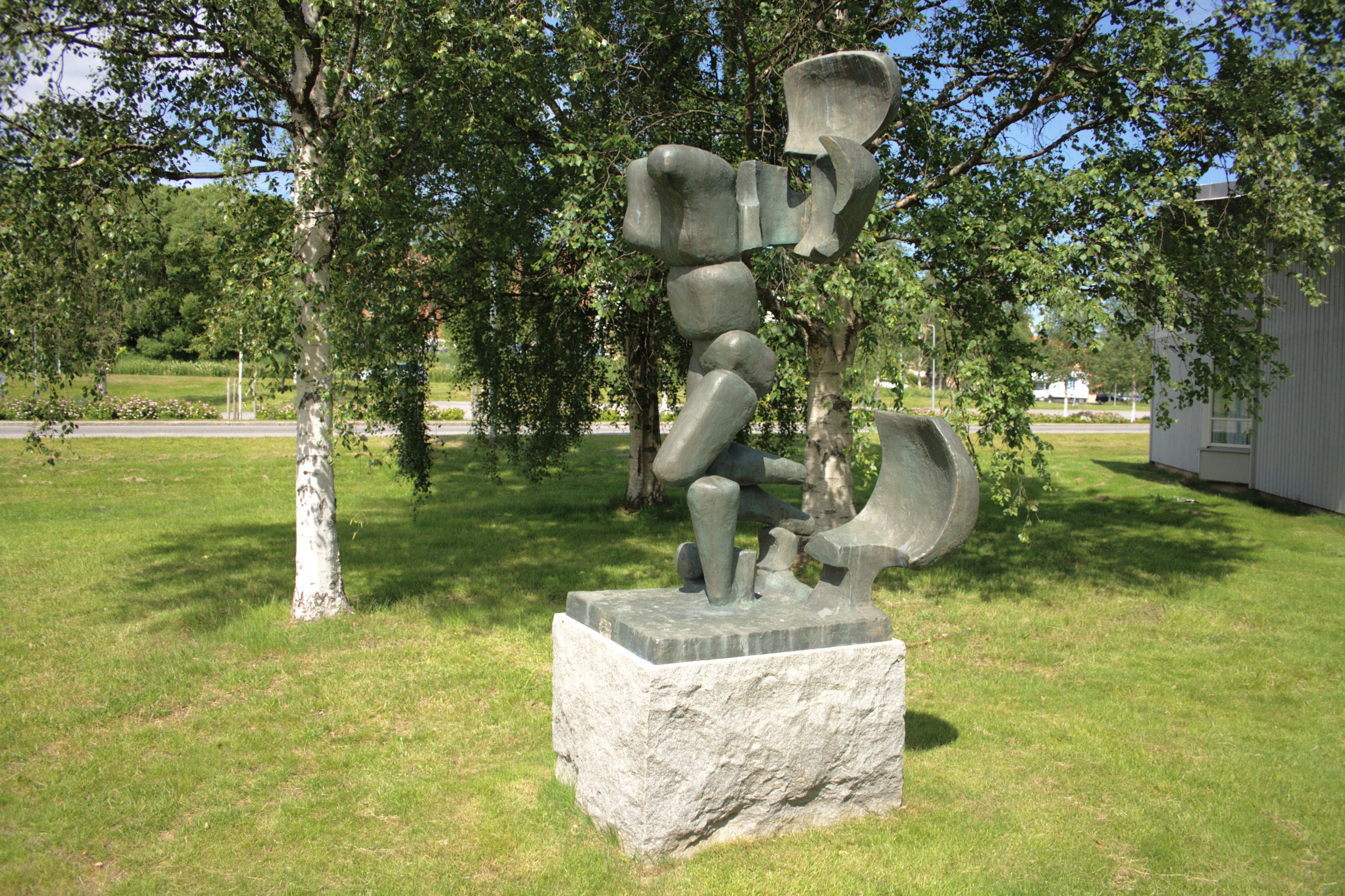
Gestalt i storm  i Umeå
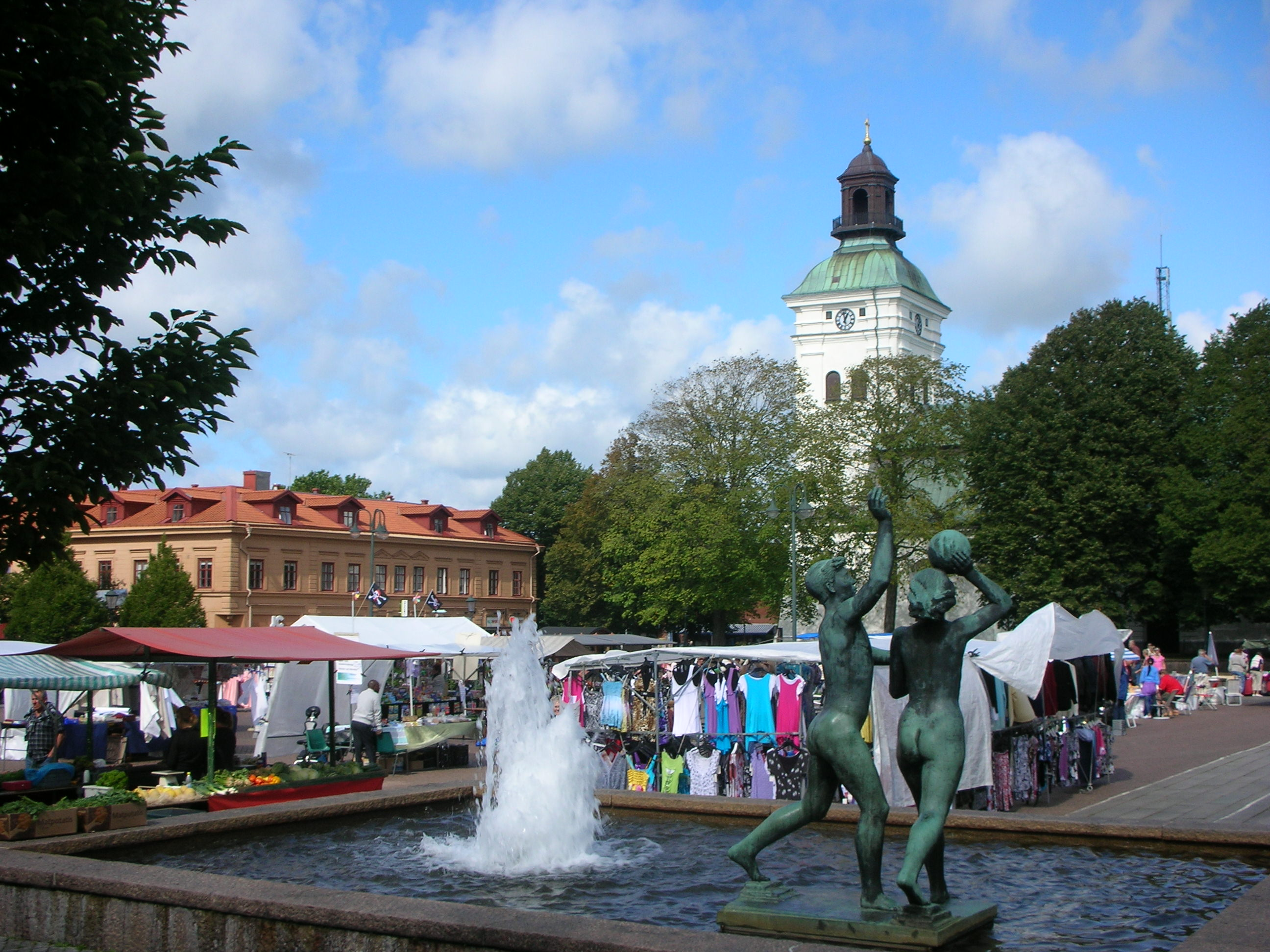
Badande ungdom på Varbergs torg
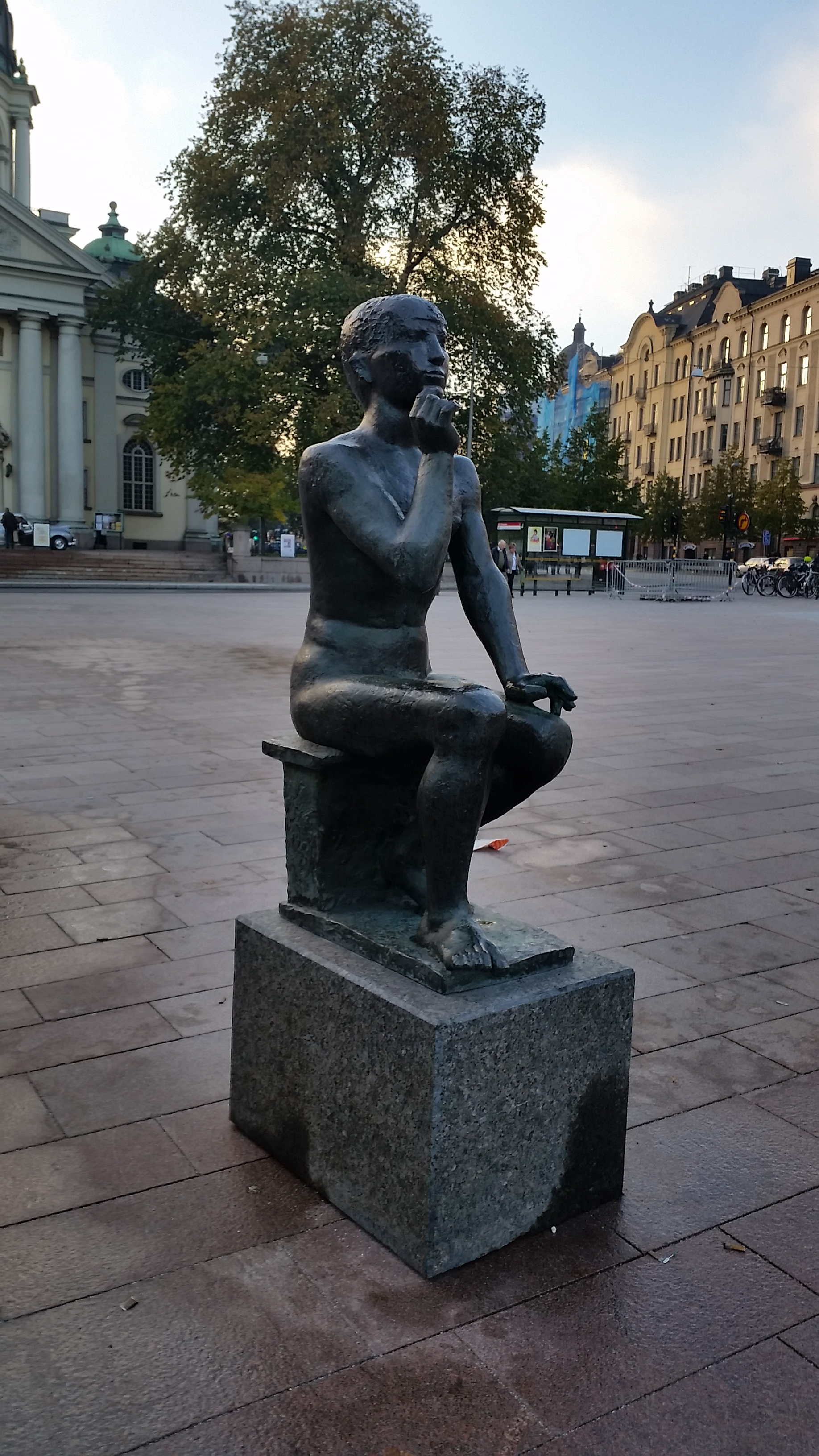
Sittande pojke på Odenplan i Stockholm
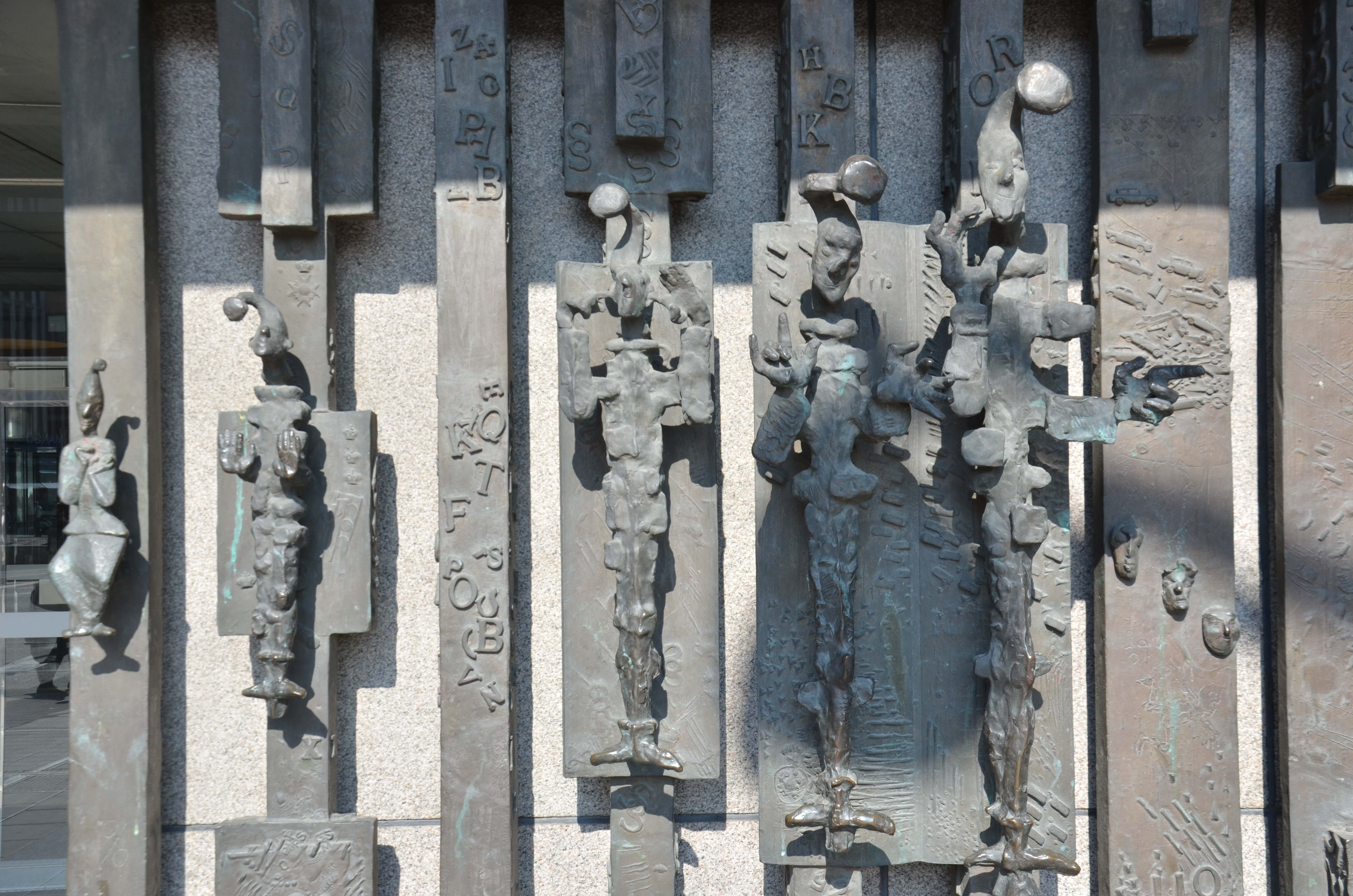
Siffercyklon på SE-bankens tidigare huvudkontor vid Sveavägen i Stockholm
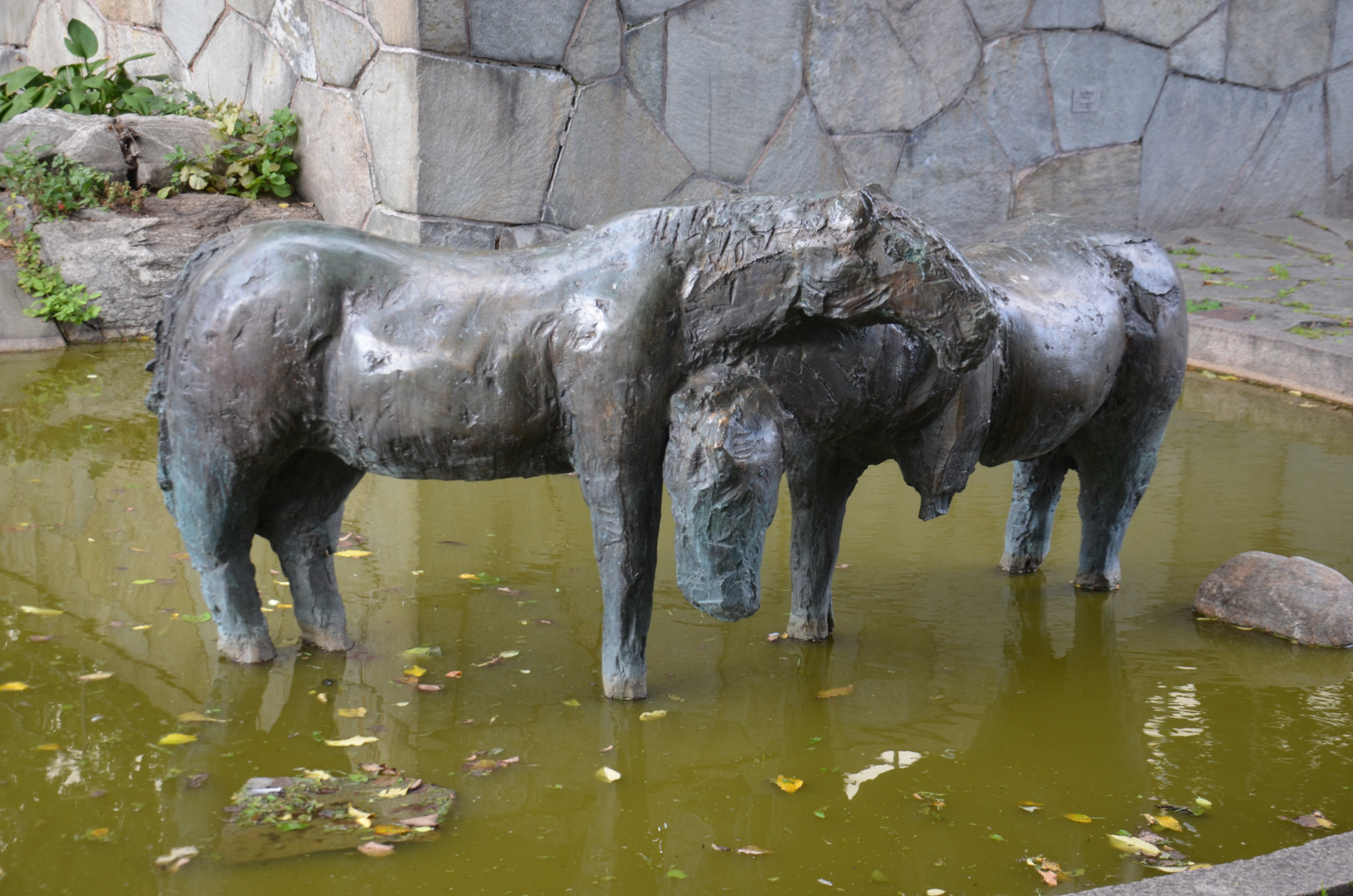
Vid källan på Södermalm i Stockholm
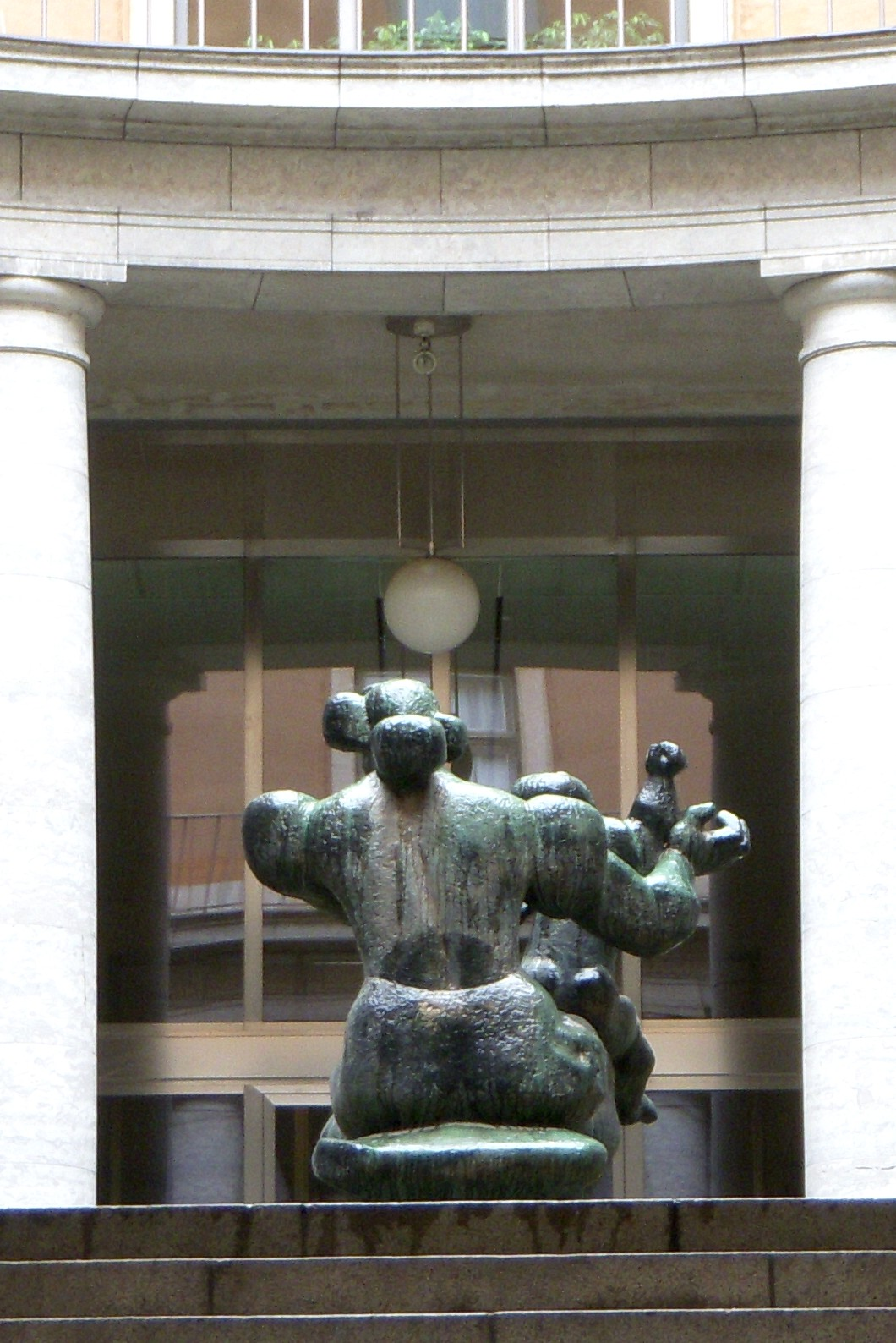
Mor och barn i gamla Kanslihuset i Stockholm
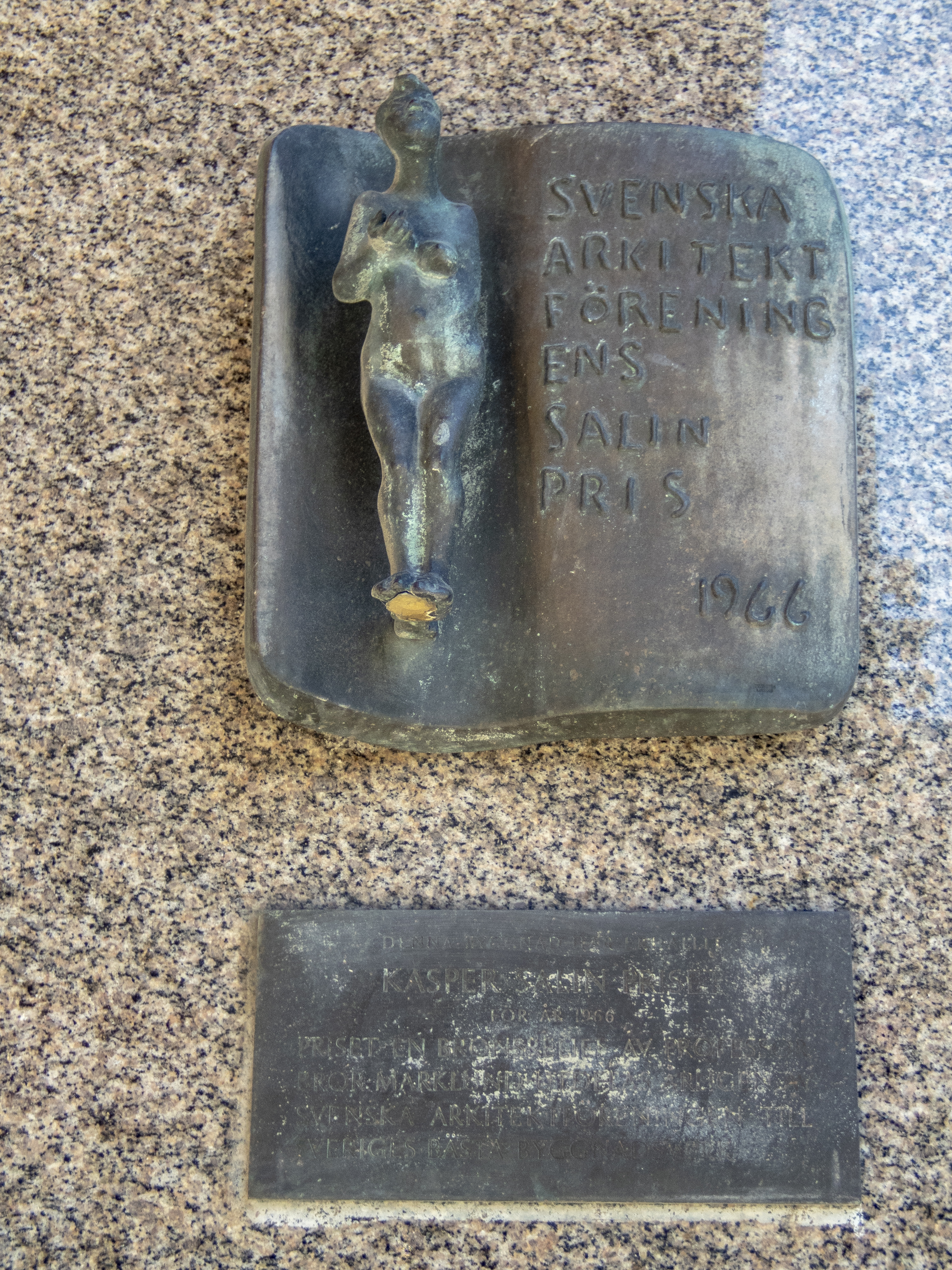
Kasper Salin pris-plaketten, här på Åhlénshuset i Stockholm
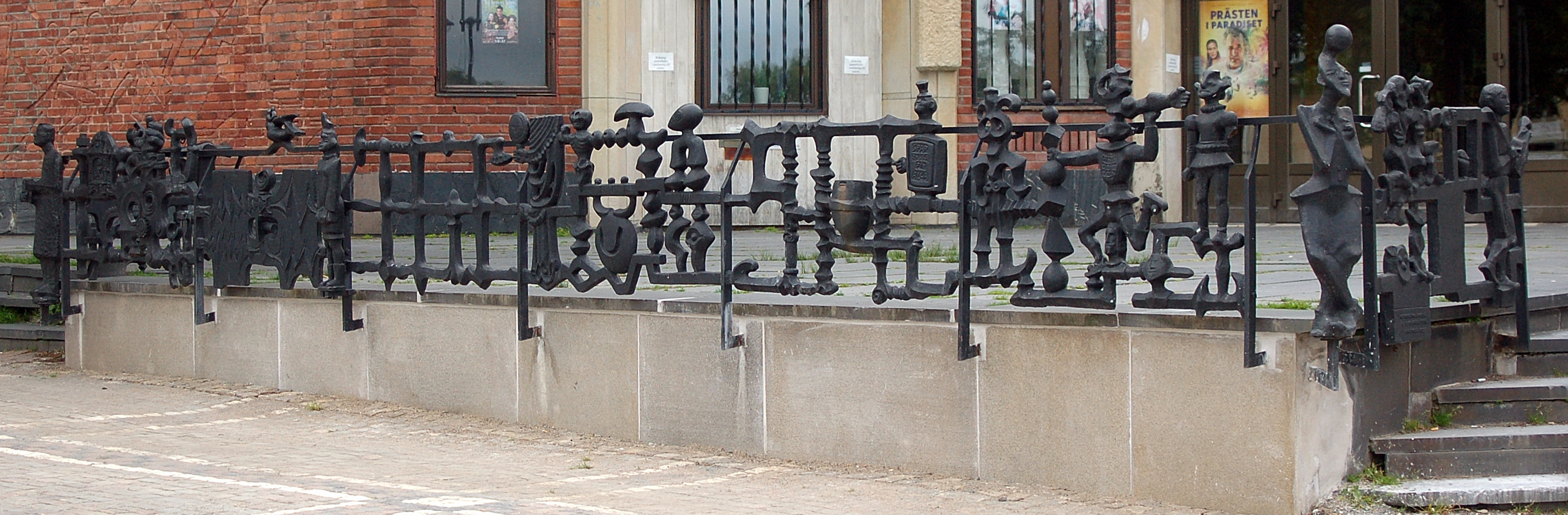
Räcke i Karlskoga
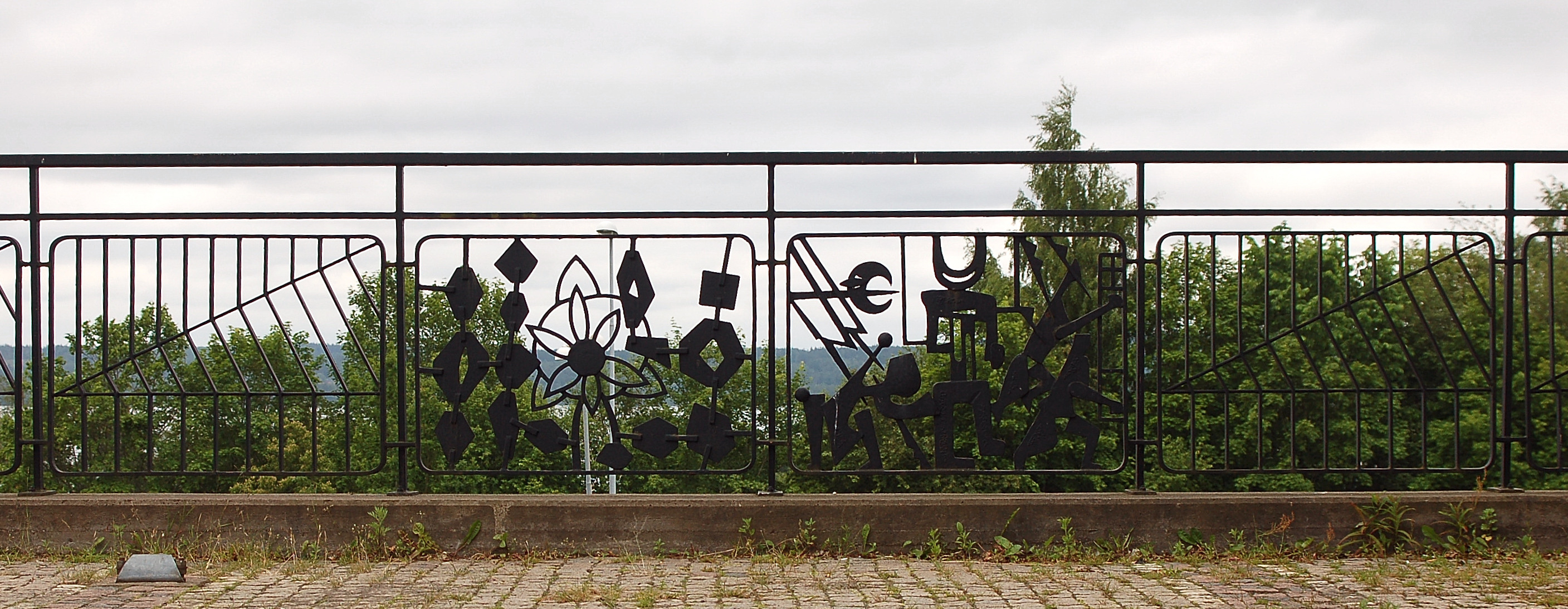
Räcke i Karlskoga
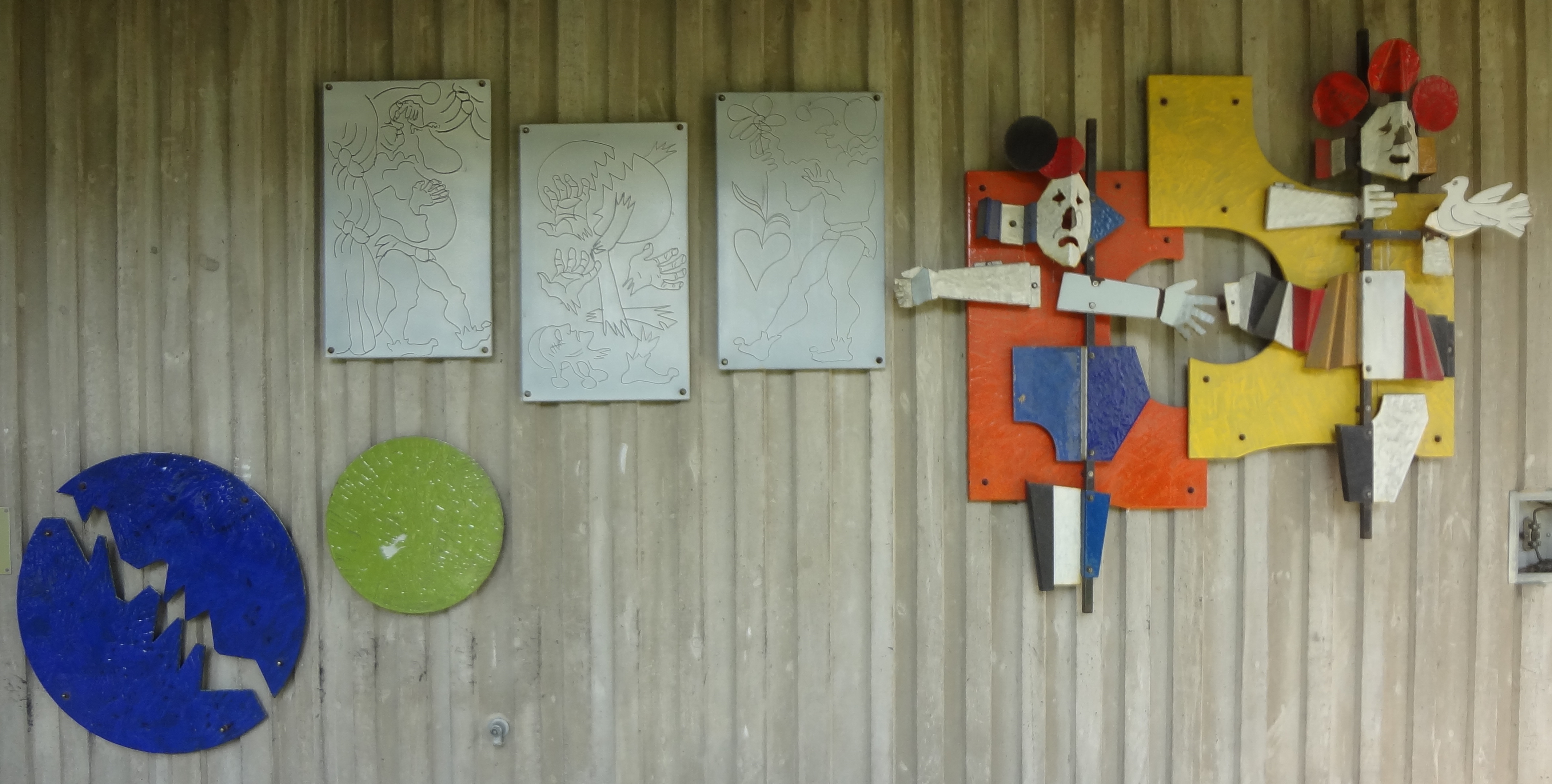
Komposition i emalj i Eskilstuna
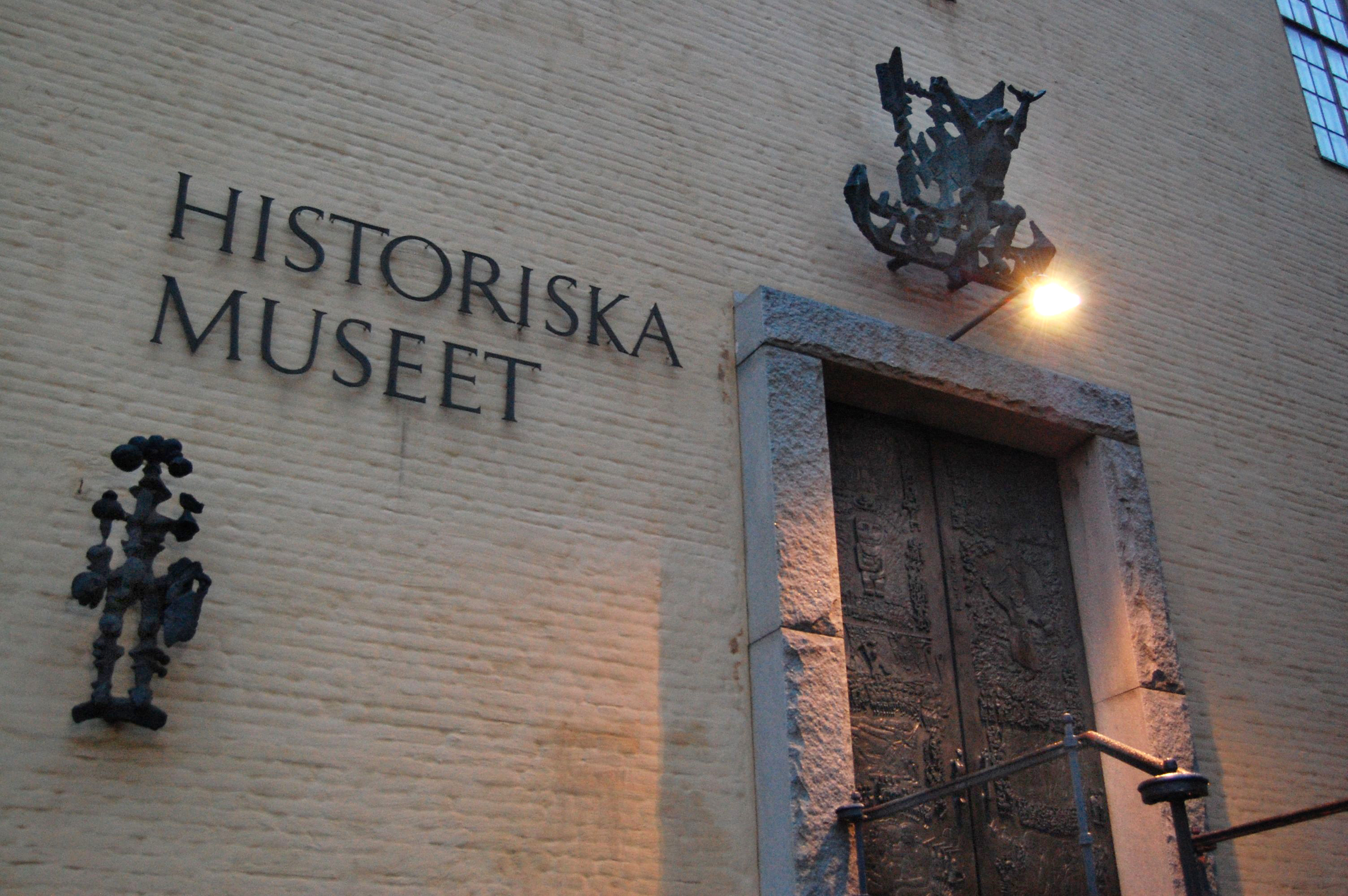
Historiska museet i Stockholm
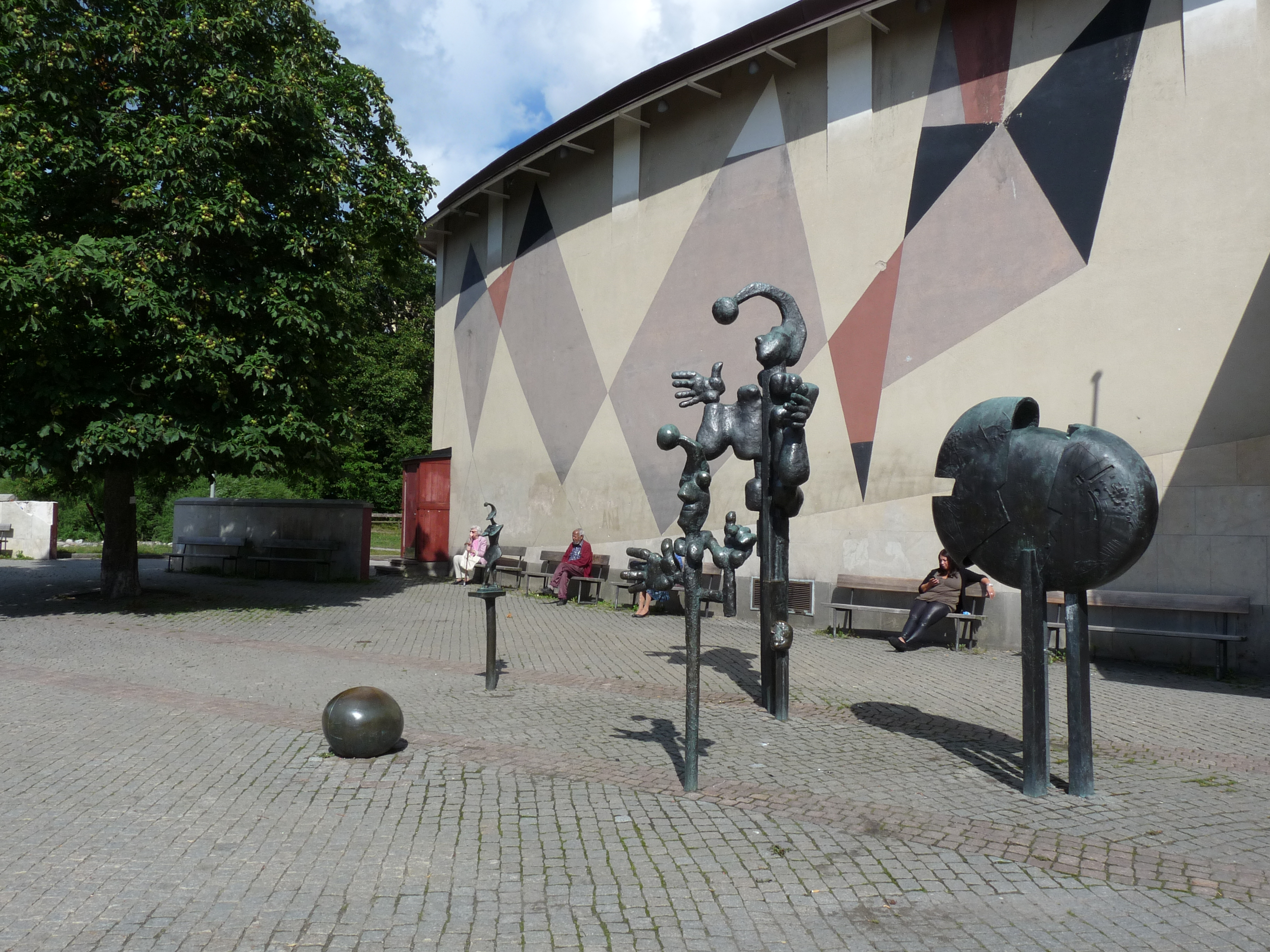
Gycklarna i Årsta centrum i Stockholm
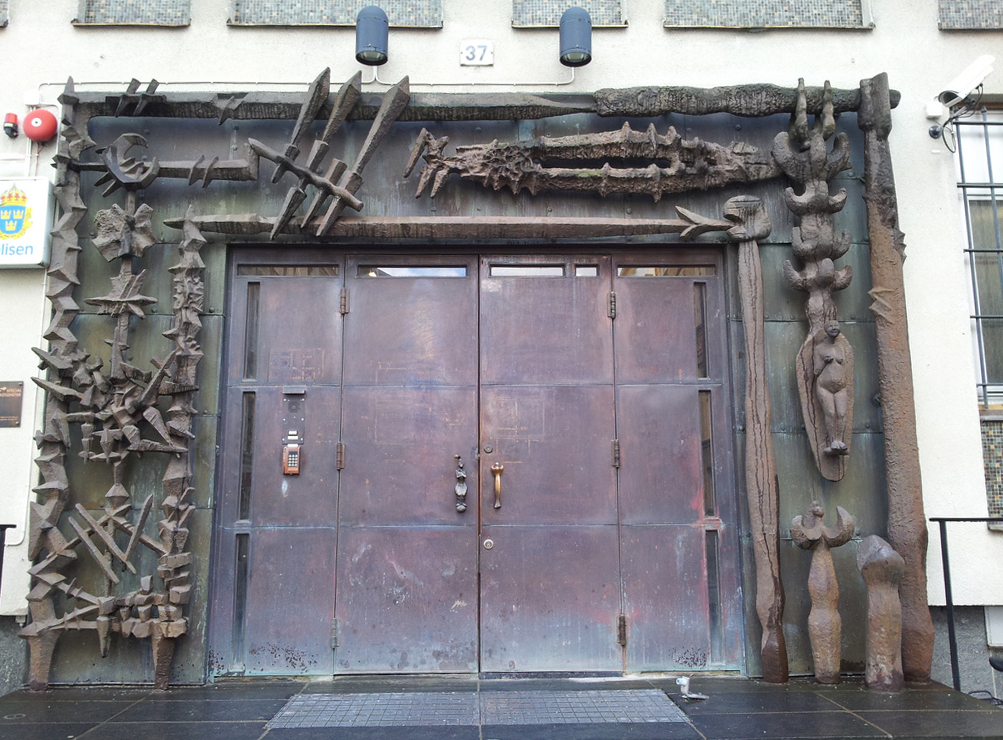
Konst vid porten till Polishuset i Stockholm
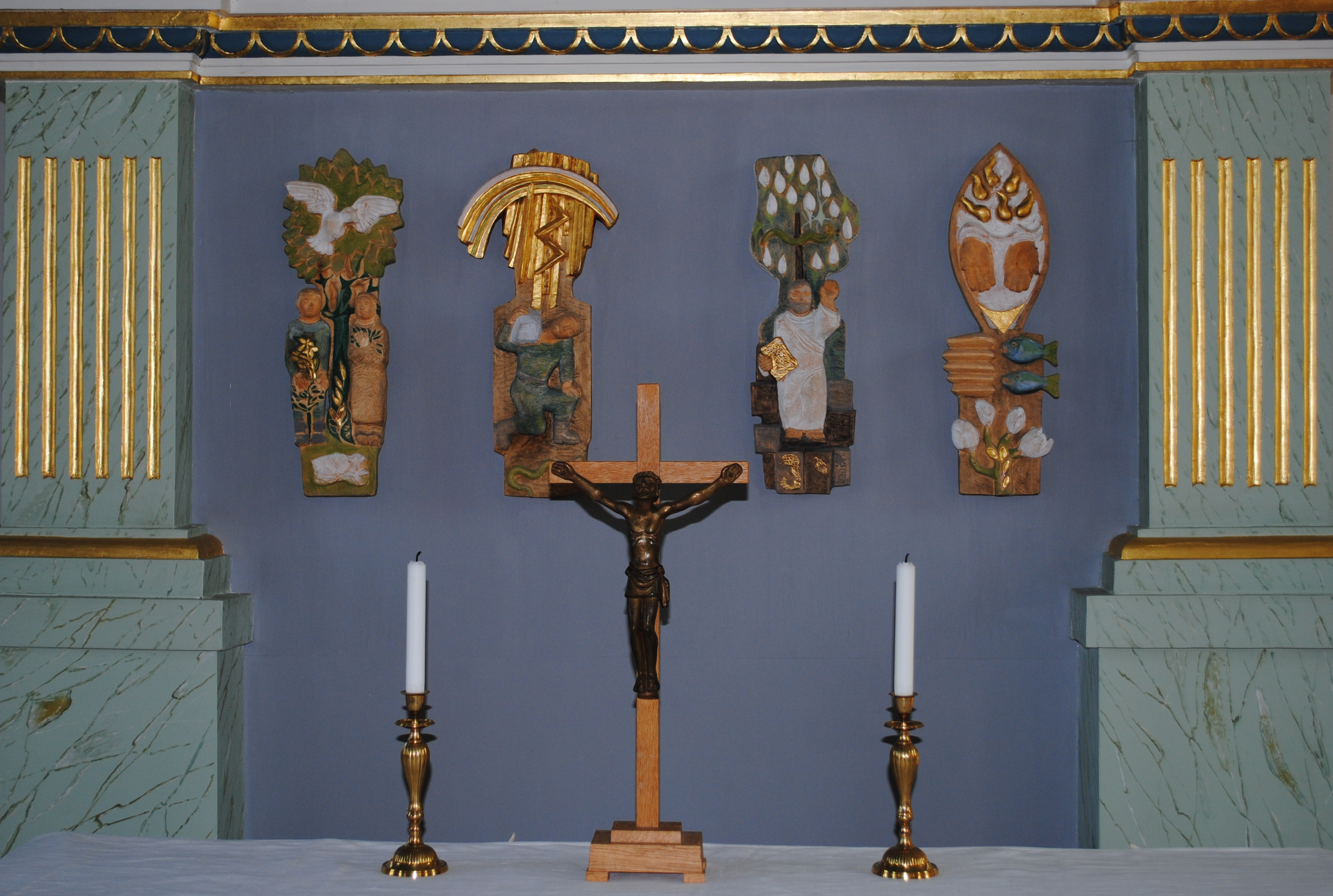
Reliefer i Karlslunda kyrka
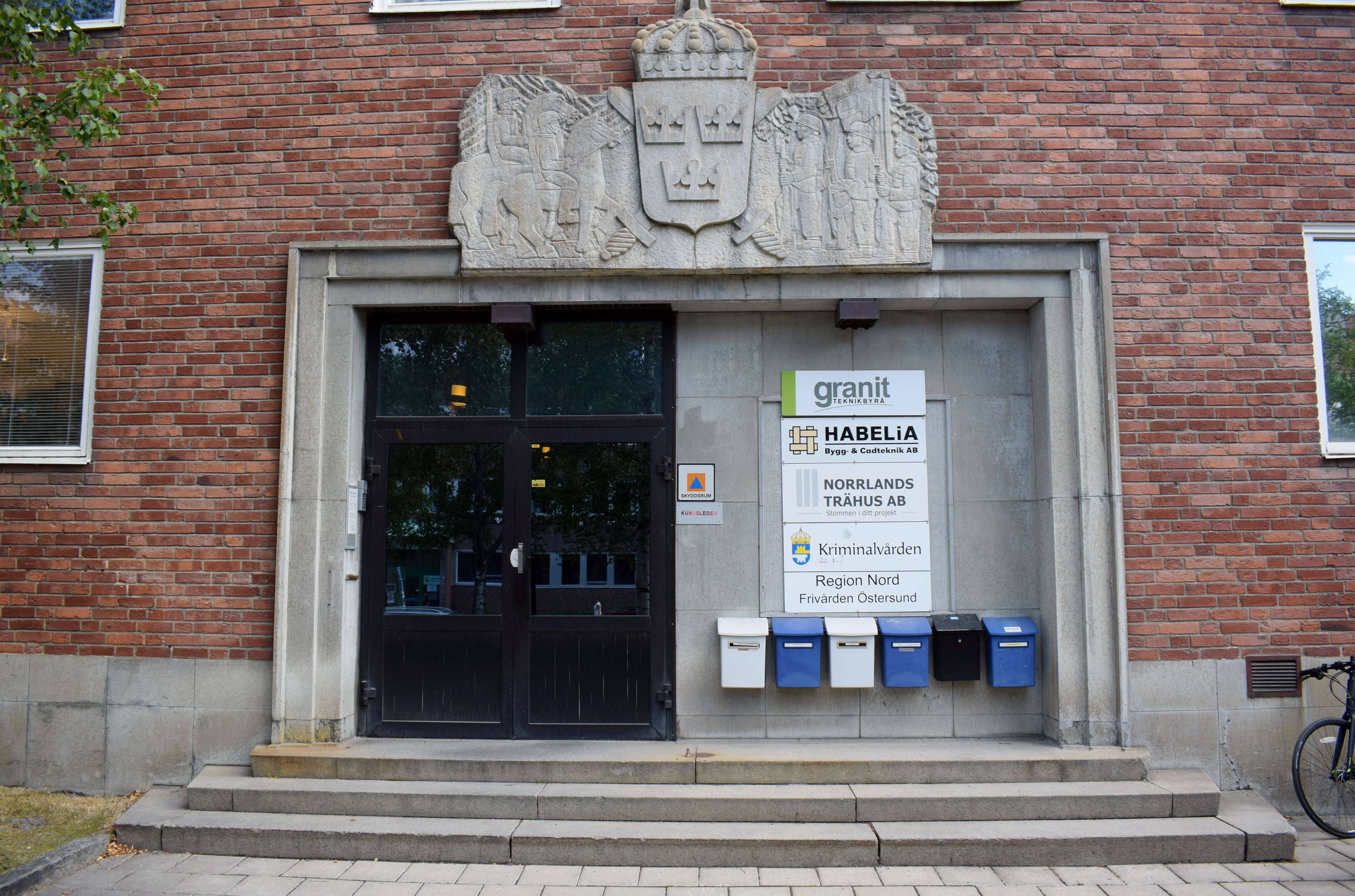
Porten till den före detta militärstabsbyggnaden Österhus på Kyrkgatan 53 i Östersund